# Härnösands och Örnsköldsviks valkrets
Härnösands och Örnsköldsviks valkrets var i valen till andra kammaren 1896–1908 en egen valkrets med ett mandat. Valkretsen, som omfattade städerna Härnösand och Örnsköldsvik men inte den mellanliggande landsbygden, avskaffades vid införandet av proportionellt valsystem i valet 1911 då Härnösand fördes till Ångermanlands södra valkrets medan Örnsköldsvik gick upp i Ångermanlands norra valkrets. 

## Riksdagsmän
- Gustaf Ryding (1897–1898)
- Henric Öhngren, lib s 1900–1905 (1899–1905)
- Julius Hagström, lib s (1906–1911)

## Valresultat

### 1896
| Andrakammarvalet i Sverige 1896: Härnösands och Örnsköldsviks valkrets | Andrakammarvalet i Sverige 1896: Härnösands och Örnsköldsviks valkrets | Andrakammarvalet i Sverige 1896: Härnösands och Örnsköldsviks valkrets | Andrakammarvalet i Sverige 1896: Härnösands och Örnsköldsviks valkrets | Andrakammarvalet i Sverige 1896: Härnösands och Örnsköldsviks valkrets | Andrakammarvalet i Sverige 1896: Härnösands och Örnsköldsviks valkrets |
| Parti                                                                  | Parti                                                                  | Kandidat                                                               | Röster                                                                 | %                                                                      | ±                                                                      |
| ---------------------------------------------------------------------- | ---------------------------------------------------------------------- | ---------------------------------------------------------------------- | ---------------------------------------------------------------------- | ---------------------------------------------------------------------- | ---------------------------------------------------------------------- |
|                                                                        | Partilös högerfrihandlare                                              | Gustaf Ryding                                                          | 233                                                                    | 51,9                                                                   |                                                                        |
|                                                                        | Obunden liberal                                                        | Henric Öhngren                                                         | 207                                                                    | 46,1                                                                   |                                                                        |
|                                                                        | Annat                                                                  | Övriga                                                                 | 9                                                                      | 2,0                                                                    |                                                                        |
| Valdeltagande                                                          | Valdeltagande                                                          | Valdeltagande                                                          | 451                                                                    | 56,9                                                                   |                                                                        |

- 2 röster kasserades.

### 1899
| Andrakammarvalet i Sverige 1899: Härnösands och Örnsköldsviks valkrets | Andrakammarvalet i Sverige 1899: Härnösands och Örnsköldsviks valkrets | Andrakammarvalet i Sverige 1899: Härnösands och Örnsköldsviks valkrets | Andrakammarvalet i Sverige 1899: Härnösands och Örnsköldsviks valkrets | Andrakammarvalet i Sverige 1899: Härnösands och Örnsköldsviks valkrets | Andrakammarvalet i Sverige 1899: Härnösands och Örnsköldsviks valkrets |
| Parti                                                                  | Parti                                                                  | Kandidat                                                               | Röster                                                                 | %                                                                      | ±                                                                      |
| ---------------------------------------------------------------------- | ---------------------------------------------------------------------- | ---------------------------------------------------------------------- | ---------------------------------------------------------------------- | ---------------------------------------------------------------------- | ---------------------------------------------------------------------- |
|                                                                        | Liberala samlingspartiet                                               | Henric Öhngren                                                         | 309                                                                    | 56,8                                                                   | +10,7                                                                  |
|                                                                        | Annat                                                                  | Gustaf Wilhelm Bucht                                                   | 234                                                                    | 43,0                                                                   |                                                                        |
|                                                                        | Annat                                                                  | Övriga                                                                 | 1                                                                      | 0,2                                                                    |                                                                        |
| Valdeltagande                                                          | Valdeltagande                                                          | Valdeltagande                                                          | 545                                                                    | 57,7                                                                   |                                                                        |

Valet ägde rum den 2 september 1899. 1 röst kasserades.

### 1902
| Andrakammarvalet i Sverige 1902: Härnösands och Örnsköldsviks valkrets | Andrakammarvalet i Sverige 1902: Härnösands och Örnsköldsviks valkrets | Andrakammarvalet i Sverige 1902: Härnösands och Örnsköldsviks valkrets | Andrakammarvalet i Sverige 1902: Härnösands och Örnsköldsviks valkrets | Andrakammarvalet i Sverige 1902: Härnösands och Örnsköldsviks valkrets | Andrakammarvalet i Sverige 1902: Härnösands och Örnsköldsviks valkrets |
| Parti                                                                  | Parti                                                                  | Kandidat                                                               | Röster                                                                 | %                                                                      | ±                                                                      |
| ---------------------------------------------------------------------- | ---------------------------------------------------------------------- | ---------------------------------------------------------------------- | ---------------------------------------------------------------------- | ---------------------------------------------------------------------- | ---------------------------------------------------------------------- |
|                                                                        | Liberala samlingspartiet                                               | Henric Öhngren                                                         | 329                                                                    | 57,5                                                                   | +0,7                                                                   |
|                                                                        | Annat                                                                  | Gustaf Wilhelm Bucht                                                   | 234                                                                    | 40,9                                                                   | -2,1                                                                   |
|                                                                        | Annat                                                                  | Övriga                                                                 | 9                                                                      | 1,6                                                                    |                                                                        |
| Valdeltagande                                                          | Valdeltagande                                                          | Valdeltagande                                                          | 573                                                                    | 56,6                                                                   |                                                                        |

Valet ägde rum den 6 september 1902. 1 röst kasserades.

### 1905
| Andrakammarvalet i Sverige 1905: Härnösands och Örnsköldsviks valkrets | Andrakammarvalet i Sverige 1905: Härnösands och Örnsköldsviks valkrets | Andrakammarvalet i Sverige 1905: Härnösands och Örnsköldsviks valkrets | Andrakammarvalet i Sverige 1905: Härnösands och Örnsköldsviks valkrets | Andrakammarvalet i Sverige 1905: Härnösands och Örnsköldsviks valkrets | Andrakammarvalet i Sverige 1905: Härnösands och Örnsköldsviks valkrets |
| Parti                                                                  | Parti                                                                  | Kandidat                                                               | Röster                                                                 | %                                                                      | ±                                                                      |
| ---------------------------------------------------------------------- | ---------------------------------------------------------------------- | ---------------------------------------------------------------------- | ---------------------------------------------------------------------- | ---------------------------------------------------------------------- | ---------------------------------------------------------------------- |
|                                                                        | Liberala samlingspartiet                                               | Julius Hagström                                                        | 337                                                                    | 54,4                                                                   |                                                                        |
|                                                                        | Partilös högersinnad                                                   | Axel Roos                                                              | 281                                                                    | 45,4                                                                   |                                                                        |
|                                                                        | Annat                                                                  | Övriga                                                                 | 1                                                                      | 0,2                                                                    |                                                                        |
| Valdeltagande                                                          | Valdeltagande                                                          | Valdeltagande                                                          | 620                                                                    | 54,4                                                                   |                                                                        |

Valet ägde rum den 6 september 1905. 1 röst kasserades.

### 1908
| Andrakammarvalet i Sverige 1908: Härnösands och Örnsköldsviks valkrets | Andrakammarvalet i Sverige 1908: Härnösands och Örnsköldsviks valkrets | Andrakammarvalet i Sverige 1908: Härnösands och Örnsköldsviks valkrets | Andrakammarvalet i Sverige 1908: Härnösands och Örnsköldsviks valkrets | Andrakammarvalet i Sverige 1908: Härnösands och Örnsköldsviks valkrets | Andrakammarvalet i Sverige 1908: Härnösands och Örnsköldsviks valkrets |
| Parti                                                                  | Parti                                                                  | Kandidat                                                               | Röster                                                                 | %                                                                      | ±                                                                      |
| ---------------------------------------------------------------------- | ---------------------------------------------------------------------- | ---------------------------------------------------------------------- | ---------------------------------------------------------------------- | ---------------------------------------------------------------------- | ---------------------------------------------------------------------- |
|                                                                        | Liberala samlingspartiet                                               | Julius Hagström                                                        | 416                                                                    | 60,6                                                                   | +6,2                                                                   |
|                                                                        | Partilös högersinnad                                                   | Axel Roos                                                              | 270                                                                    | 39,3                                                                   | -6,1                                                                   |
|                                                                        | Annat                                                                  | Övriga                                                                 | 1                                                                      | 0,1                                                                    |                                                                        |
| Valdeltagande                                                          | Valdeltagande                                                          | Valdeltagande                                                          | 687                                                                    | 56,0                                                                   |                                                                        |

Valet ägde rum den 5 september 1908.